# NK Zrinski Dol
NK Zrinski iz Dola, otok Hvar, bivši hrvatski nogometni klub.

## Povijest
Osnovan je 1928. godine. Godine 1936. spojio se s DOŠK-om u klub Slogu.